# Saint-Ange-et-Torçay
 Saint-Ange-et-Torçay  es una población y comuna francesa, en la región de  Centro, departamento de Eure y Loir, en el distrito de Dreux y cantón de Châteauneuf-en-Thymerais.

## Demografía
| 203 | 219 | 210 | 224 | 243 | 277 |
| Para los censos de 1962 a 1999 la población legal corresponde a la población sin duplicidades (Fuente: INSEE [Consultar]) |     |     |     |     |     |